# Victor Verschueren
Victor Abel Verschueren fue un deportista belga que compitió en bobsleigh. Participó en los Juegos Olímpicos de Chamonix 1924, obteniendo una medalla de bronce en la prueba cuádruple.

## Palmarés internacional
| Juegos Olímpicos | Juegos Olímpicos   | Juegos Olímpicos  | Juegos Olímpicos |
| Año              | Lugar              | Medalla           | Prueba           |
| ---------------- | ------------------ | ----------------- | ---------------- |
| 1924             | Chamonix (Francia) | Medalla de bronce | Cuádruple        |